# Trachemys
Le tartarughe scivolatrici, o semplicemente scivolatrici, (Trachemys Agassiz, 1857) sono un genere di testuggini appartenente alla famiglia degli emididi, di cui sono le uniche rappresentanti diffuse anche in Sud America.

## Specie
Nella lista che segue, un'autorità binomiale o trinomiale scritta tra parentesi indica che la specie o sottospecie è stata originariamente descritta in un genere diverso da Trachemys.
- Trachemys adiutrix Vanzolini, 1995 – tartaruga scivolatrice di Maranhão
- Trachemys callirostris (Gray, 1856)
  - T. c. callirostris (Gray, 1856) – tartaruga scivolatrice Colombiana
  - T. c. chichiriviche (Pritchard & Trebbau, 1984) – tartaruga scivolatrice Venezuelana
- Trachemys decorata (Barbour & Carr, 1940) – tartaruga scivolatrice di Hispaniola
- Trachemys decussata (Gray, 1831) – tartaruga scivolatrice Cubana
  - T. d. decussata (Gray, 1831) – tartaruga scivolatrice Cubana orientale
  - T. d. angusta (Barbour & Carr, 1940) – tartaruga scivolatrice Cubana occidentale
- Trachemys dorbigni (Duméril & Bibron, 1835)
  - T. d. dorbigni (Duméril & Bibron, 1835)  – tartaruga scivolatrice di D'Orbigny
  - T. d. brasiliensis (Freiberg, 1969)  – tartaruga scivolatrice Brasiliana
- Trachemys gaigeae (Hartweg, 1939) – tartaruga scivolatrice dell'Altopiano Messicano
  - T. g. gaigeae (Hartweg, 1939) – tartaruga scivolatrice del Big Bend
  - T. g. hartwegi (Legler, 1990) – tartaruga scivolatrice del fiume Nazas
- Trachemys grayi (Bocourt, 1868) – tartaruga scivolatrice Mesoamericana occidentale
  - T. g. grayi (Bocourt, 1868) – tartaruga scivolatrice del Tehuantepec
  - T. g. emolli (Legler, 1990) – tartaruga scivolatrice Nicaraguense
  - T. g. panamensis McCord, Joseph-Ouni, Hagen & Blanck, 2010 – tartaruga scivolatrice Panamense
- Trachemys nebulosa (Van Denburgh, 1895)
  - T. n. nebulosa (Van Denburgh, 1895) – tartaruga scivolatrice della Bassa California
  - T. n. hiltoni (Carr, 1942) – tartaruga scivolatrice di El Fuerte
- Trachemys ornata (Gray, 1831) – tartaruga scivolatrice ornata
- Trachemys scripta (Thunberg in Schoepff, 1792) – tartaruga palustre Americana (o scivolatrice comune)
  - T. s. elegans (Wied-Neuwied, 1839) – tartaruga dalle orecchie rosse (o scivolatrice dalle orecchie rosse)
  - T. s. scripta (Thunberg in Schoepff, 1792) – tartaruga dalle orecchie gialle (o scivolatrice dal ventre giallo)
  - T. s. troostii (Holbrook, 1836) – tartaruga dalle orecchie arancioni (o scivolatrice del fiume Cumberland)
- Trachemys stejnegeri (Schmidt, 1928) – tartaruga scivolatrice delle Antille Centrali
  - T. s. stejnegeri (Schmidt, 1928) – tartaruga scivolatrice Portoricana
  - T. s. malonei (Barbour & Carr, 1938) – tartaruga scivolatrice di Inagua
  - T. s. vicina (Barbour & Carr, 1940) – tartaruga scivolatrice Dominicana
- Trachemys taylori (Legler, 1960) – tartaruga scivolatrice di Cuatro Ciénegas
- Trachemys terrapen (Bonnaterre, 1789) – tartaruga scivolatrice Giamaicana
- Trachemys venusta (Gray, 1856) – tartaruga scivolatrice Mesoamericana orientale
  - T. v. venusta (Gray, 1856) – tartaruga scivolatrice Mesoamericana
  - T. v. cataspila (Günther, 1885) – tartaruga scivolatrice della Huasteca
  - T. v. iversoni McCord, Joseph-Ouni, Hagen & Blanck, 2010 – tartaruga scivolatrice dello Yucatan
  - T. v. uhrigi McCord, Joseph-Ouni, Hagen & Blanck, 2010 – tartaruga scivolatrice di Uhrig
- Trachemys yaquia (Legler & Webb, 1970) – tartaruga scivolatrice di Yaqui

## Etimologia

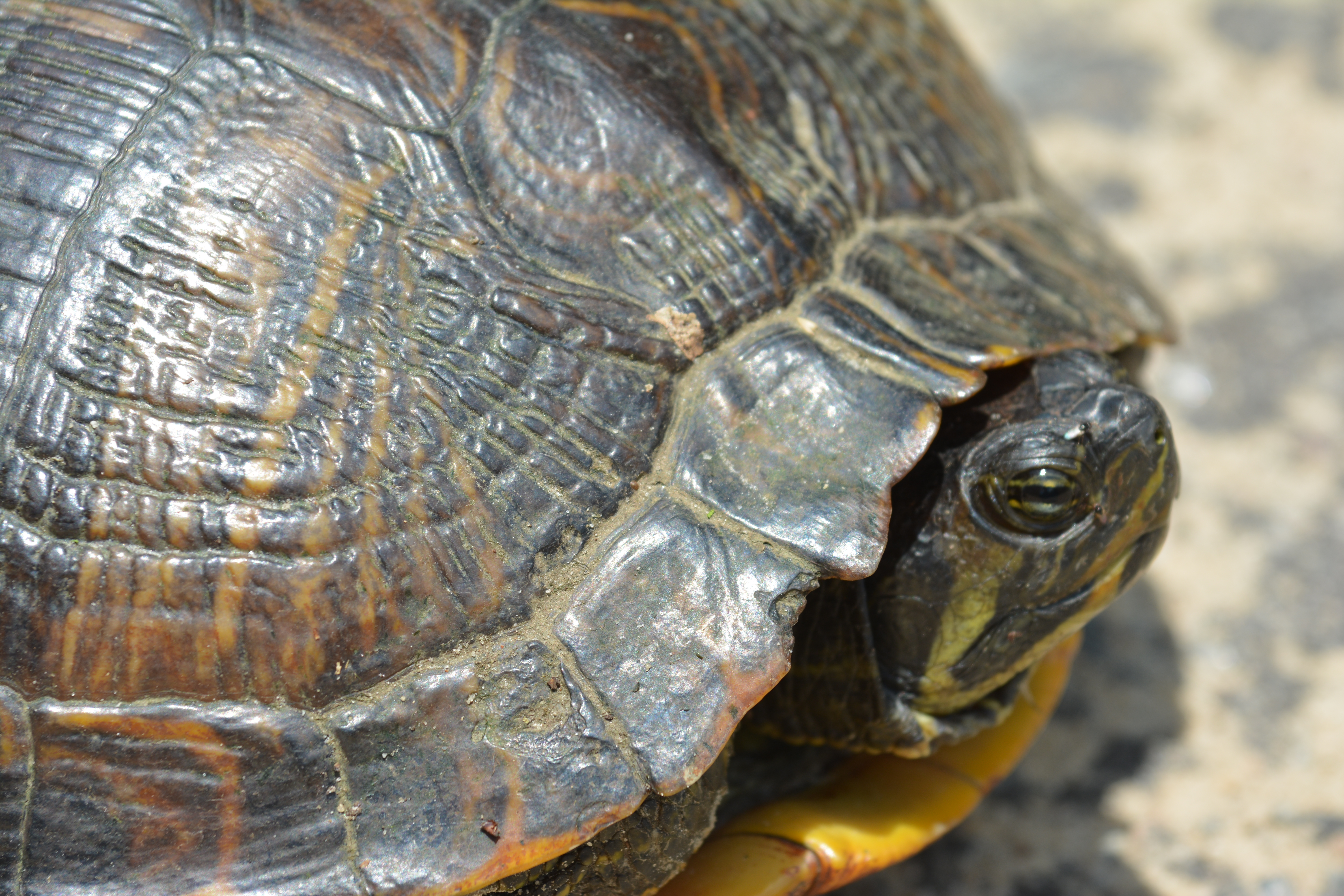
Dettaglio del carapace di una Trachemys scripta scripta. Si osservano gli anelli di crescita sugli scuti.

Il nome comune "scivolatrice" (in inglese slider) fa riferimento all'abitudine di questi animali di scivolare repentinamente in acqua se vengono disturbati mentre si espongono ai raggi solari su una roccia o un tronco secco.
Il nome scientifico Trachemys è una latinizzazione del greco antico τραχύς ‑εῖα ‑ύ (trachýs ‑eîa ‑ý, «ruvido, scabro») ed ἐμύς ‑ύδος (emýs ‑ýdos, «tartaruga d'acqua dolce»; cfr. Emys), e fa riferimento all'aspetto ruvido del carapace della sottospecie nominale, causato dagli anelli di crescita degli scuti pleurali.

## Distribuzione
Genere cosmopolita, robusto e dalle grandi capacità di acclimatazione ed adattamento ha una estesa diffusione nelle Americhe, con un areale che partendo dai confini meridionali del Canada si protende fino in Argentina. A seguito di massicce esportazioni a scopi commerciali dagli Stati Uniti, alcune specie sono divenute abitanti di molte zone dell'Europa, dell'Asia e dell'Australia. I loro habitat preferiti sono i laghi, gli stagni e i fiumi dal corso d'acqua lento e fangoso con abbondanza di piante acquatiche. D'estate al prosciugarsi delle pozze d'acqua scavano delle buche nel fango o si riparano nei boschi o nell'erba alta.

## Descrizione
La pigmentazione del carapace varia molto a seconda della specie ed è formata da una mescolanza di colori e tonalità (giallo, verde, marrone) secondo complessi disegni per aumentarne il mimetismo, i giovani esemplari presentano una colorazione più vivace.
Il capo spesso presenta un caratteristico disegno che delinea la zona auricolare.
Gli esemplari maschi tendono con gli anni ad assumere una colorazione molto scura.
Questa caratteristica si presenta in molte specie di Trachemys rendendole indistinguibili tra loro tanto che in passato gli esemplari dal guscio melanistico furono ritenuti una specie a sé stante con il nome di Trachemys rugosa(Shaw, 1802).
Il piastrone è generalmente di colorazione gialla con delle macchie scure.

### Dimorfismo sessuale
Il riconoscimento del sesso avviene attraverso l'individuazione dei caratteri sessuali secondari.
La coda del maschio è lunga, robusta e grossa alla base, a causa della presenza degli organi riproduttivi, via via diventa più fine, il piastrone è leggermente concavo e il carapace solitamente più appiattito rispetto a quello di una femmina. In alcune specie le unghie dei maschi sono molto sviluppate (3 cm Ca.), specialmente sulle falangi centrali. I maschi sono più piccoli rispetto alle femmine. Allo stato naturale i maschi raggiungono la maturità sessuale a 2-5 anni di età, a una lunghezza del piastrone di 9–10 cm.
La femmina ha invece coda tozza e unghie corte. Il carapace può essere bombato. La femmina è più grossa rispetto al maschio, diventa sessualmente matura quando raggiunge in media una lunghezza di 15–18 cm.
Il sesso non si può riconoscere prima dei 4-5 anni di età.

## Comportamento

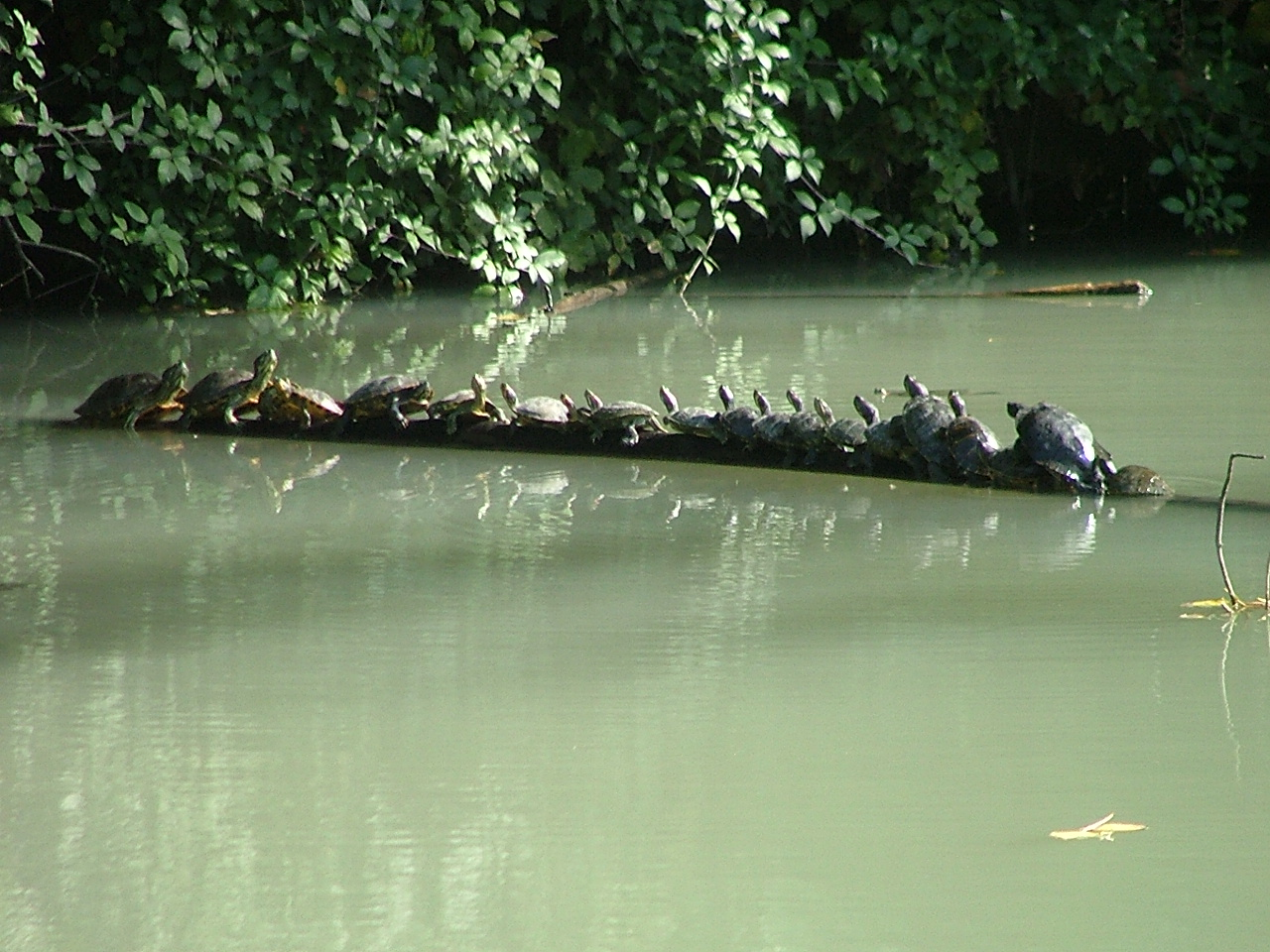
Habitat

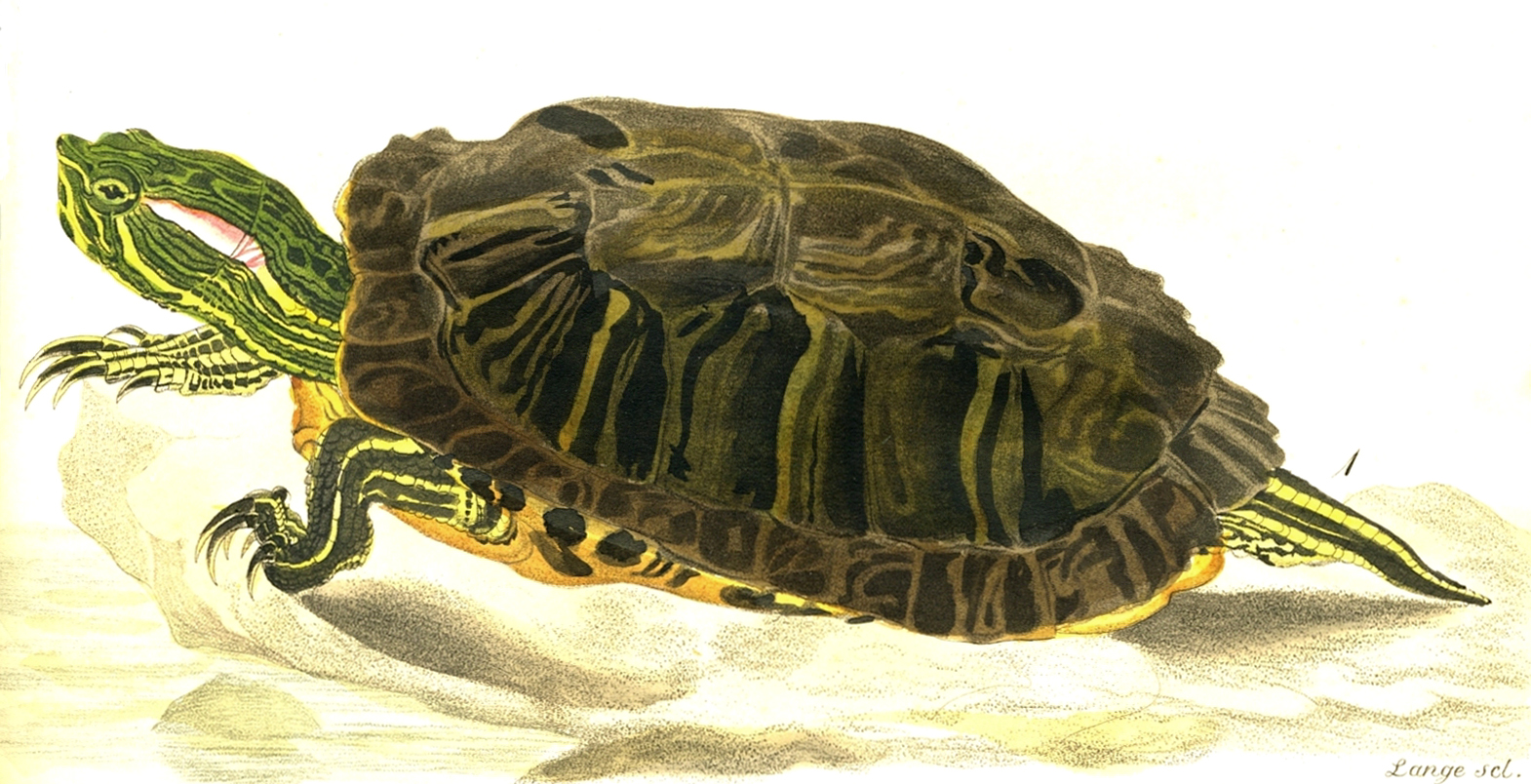
Rudolf Bodmer: Trachemys scripta elegans

Amano oziare e stare fuori dall'acqua sotto i raggi del sole. Sono rettili dai modi rilassati ma sono sempre allerta e alla vista di un pericolo o di qualsiasi altra cosa possa incutere loro timore, si tuffano in acqua per proteggersi.

## Riproduzione

### Corteggiamento
Tutte le tartarughe del genere Trachemys presentano un ben strutturato rituale di corteggiamento che fa da preludio alla copulazione. Si ritiene che questo comportamento abbia come obiettivo primario quello di immobilizzare la femmina. Il rituale di corteggiamento ha inizio con il maschio che si posiziona faccia a faccia con la femmina e, mentre questa si sposta in avanti, comincia a nuotare all'indietro per mantenere l'approccio frontale.
A questo punto, nelle specie diffuse in Nord America e nelle Indie occidentali, i maschi (che presentano degli artigli estremamente lunghi) vibrano le zampe anteriori attorno alla regione oculare della femmina. Questo comportamento, chiamato "titillamento", non è presente nelle specie continentali meso- e sudamericane. Invece i maschi di queste specie (spesso caratterizzati da un naso affusolato e rivolto all'insù) oscillano rapidamente la testa davanti al muso della femmina in direzione verticale, un po' come se annuissero.
La femmina, se è disposta all’accoppiamento, nuota verso il maschio per poi scendere sul fondo. Lì avviene l'accoppiamento vero e proprio, con il maschio che afferra il carapace della femmina con tutti e quattro gli arti, e la monta.

### Deposizione e schiusa
Le deposizioni delle uova avvengono tra aprile e luglio con schiuse tra luglio e settembre.
Le femmine depongono da due a trenta uova ellissoidali (grandi 2,7-4,7 x 1,6-3,7 cm) da una a sei volte l'anno, da aprile a luglio, in buche profonde 2–10 cm e larghe 10–20 cm.
L'incubazione varia dai 100 ai 120 giorni durante i quali la tartaruga si svilupperà.
Alcuni esemplari richiedono un più lungo periodo di incubazione in quanto prematuri. Le uova non vanno toccate o spostate. Se l'uovo assume un colore nero, marrone o comincia ad emettere cattivo odore, può essere scartato poiché non più fertile. La tartaruga non deve essere aiutata ad uscire dall'uovo in quanto il sacco vitellino potrebbe essere ancora aderente alle pareti e questo potrebbe provocare la morte dell'animale.
Sotto alla pancia al momento della nascita sarà presente il sacco vitellino che nel giro di qualche ora o giorno verrà riassorbito lasciando la tartaruga con un piastrone finalmente assemblato.
Alla nascita il carapace dei giovani esemplari è lungo intorno ai 3 cm ed è, rispetto agli adulti, più arcuato e con colorazione più brillante.

## Alimentazione
Le tartarughe del genere Trachemys sono onnivore. Sono animali particolarmente voraci, quindi se tenute in cattività devono essere supervisionate per quanto riguarda la quantità del cibo.
I giovani esemplari, di età inferiore ai tre anni, sono prevalentemente carnivori e si nutrono di piccoli invertebrati e vertebrati. Il cibo a base proteica migliore da dare alle tartarughe Trachemys è il pesce di lago o fiume fresco. In caso di cura in cattività è giusto sapere che da piccole devono mangiare una volta al giorno e la quantità deve essere equivalente alla testa della tartaruga.
Con l'avanzare dell'età la dieta deve variare e al pesce si aggiungeranno i vegetali. Una volta adulte è giusto che mangino in media ogni 2-3 giorni.
In natura queste tartarughe prediligono piante acquatiche, ma in assenza di queste gli allevatori potranno dare foglie di tarassaco, cicoria, radicchio, basilico, zucchina, carota, piselli. Sarebbe meglio evitare l'insalata, eccetto la lattuga romana, in quanto può dare qualche problema durante la digestione.
In commercio vengono trovati facilmente dei mangimi in pellet che contengono sali minerali e vitamine. Vanno integrati nella dieta delle tartarughe come degli snack.
Sul mercato sono molto diffusi i gamberetti secchi "gammarus" che vengono usati da molti allevatori inesperti come mangime principale per le Trachemys ma in realtà questo mangime è solo l'esoscheletro del gamberetto, privo di vitamine e ad alto contenuto proteico. I gamberetti secchi possono essere usati come snack ma vanno somministrati raramente e non devono sostituire un pasto.
Una cattiva alimentazione è alla base della maggior parte delle morti di questi animali.
È invece obbligatorio, per i primi anni di vita e nell'uscita dal letargo, la presenza di un osso di seppia nella vasca. Gli ossi di seppia sono reperibili dal pescivendolo o nei negozi di animali in quanto vengono venduti per gli uccelli in gabbia. È necessario poiché fornisce il calcio per far crescere nel modo corretto il guscio della tartaruga.
Essendo le tartarughe di natura molto sensibili allo stress, causato anche da un suono troppo forte o dal variare del cibo, impiegherà qualche giorno di tempo per imparare a mangiare tutto (soprattutto se in giovane età). Eccetto le verdure, che saranno con molta probabilità rifiutate. Un sistema efficace per darla loro in pasto con facilità è sporcare le verdure con del pesce in modo che esse ne prendano l'odore e la tartaruga sia più invogliata a mangiarla.